# فرانسيس فوستر
فرانسيس فوستر (بالإنجليزية: Frances Foster)‏ هي ممثلة أمريكية، ولدت في 11 يونيو 1924 في الولايات المتحدة، وتوفيت بنفس المكان في 17 يونيو 1997.

## أعمال

### أفلام
- (1992) مالكوم إكس[5]

### مسلسلات
- الشمال والجنوب
- شارع السمسم
- قانون ونظام[6]

## وصلات خارجية
- فرانسيس فوستر على موقع IMDb (الإنجليزية)
- فرانسيس فوستر على موقع ألو سيني (الفرنسية)
- فرانسيس فوستر على موقع أول موفي (الإنجليزية)
- فرانسيس فوستر على موقع قاعدة بيانات برودواي على الإنترنت (الإنجليزية)
- فرانسيس فوستر على موقع قاعدة بيانات الأفلام السويدية (السويدية)
- فرانسيس فوستر على موقع قاعدة بيانات الفيلم (الإنجليزية)
- فرانسيس فوستر على موقع كينوبويسك (الروسية)